# Danzainudlar

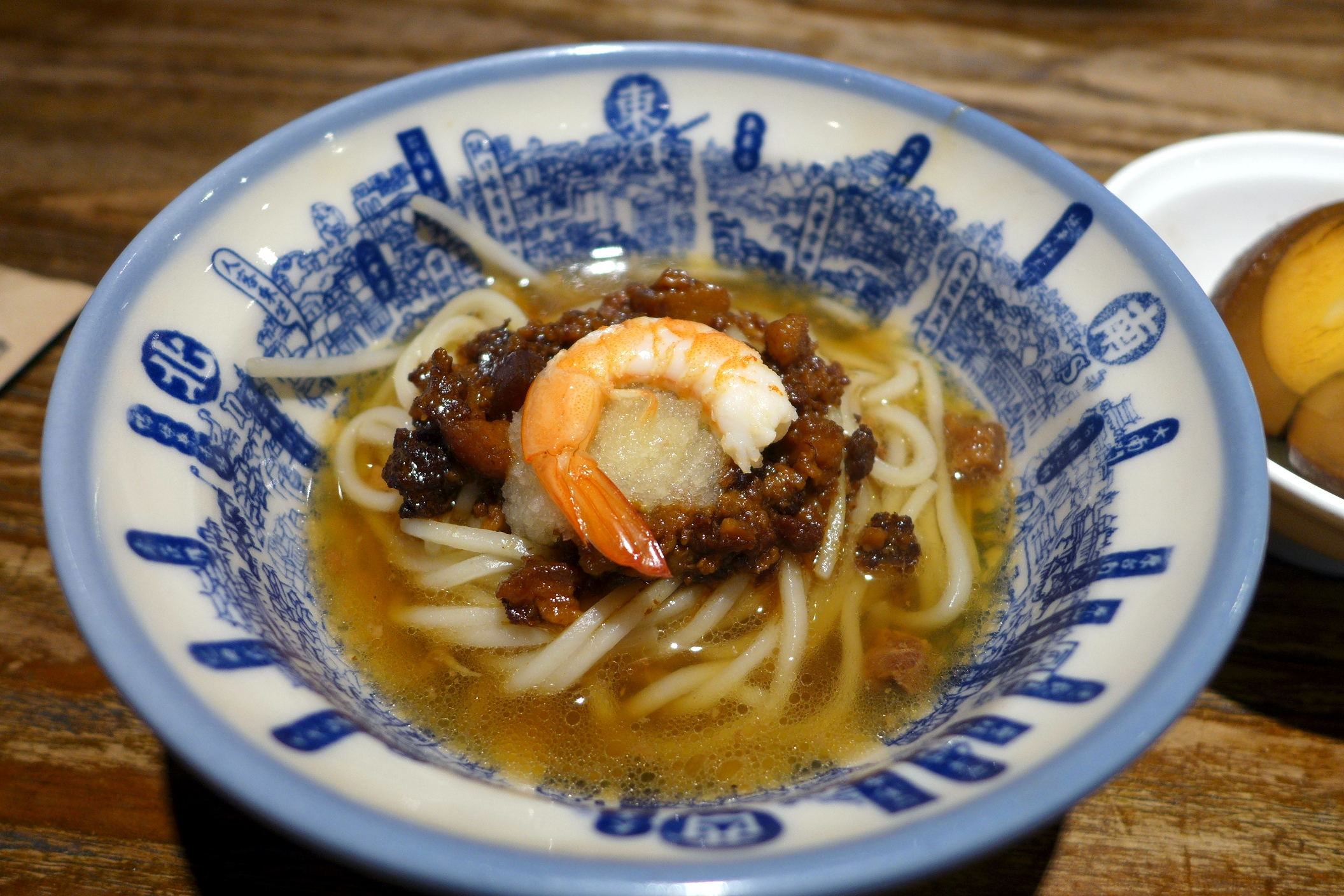
Danzainudlar.

Danzainudlar (även känt som Ta-a-mi eller Slack Season danzai noodles) är en rätt från Tainan i Taiwan. Den består i grundutförandet av nudlar, fläskfärs, räkor, böngroddar, koriander, vitlök samt räkbuljong. Portionsstorleken är liten, och därmed snarast att betrakta som en förrätt eller mellanmål. 